# 楊幽幽
楊幽幽（英語：Young Yau Yau Cecilia），筆名張永民，香港牙醫、專欄作家。

## 簡歷
楊幽幽分別於1994年和2006年從香港大學牙醫學院及醫學院公共衛生碩士畢業，現為牙科醫生，曾任香港大學牙醫學生會會長、香港牙醫學會理事會成員，亦曾為40本國際醫學、牙科、生物等各類學術期刊編輯及評論閲卷員。
1995年楊幽幽被十位業内人士提名參選1995年香港立法局選舉醫學界功能組別，挑戰在前一屆選舉自動當選的原任梁智鴻醫生。其政綱主要希望政府供款於強積金，後於選舉中共得135票落敗。
楊曾為《信報》，《健康創富》等撰寫專欄。自2003年起至今為《醫‧藥‧人》撰寫醫學文章，內容主要是口腔衛生。其著作包括《兒童護齒每事問》及以筆名張永民所寫的《牙齒保健與美容—牙醫問答錄》。

## 爭議
2004年4月至2005年6月期間，楊幽幽曾被指沒有為病人麥寶玲提供合適的治療計劃，並在診斷不成功時，沒有將病人轉介診治。楊幽幽就此案被牙醫管理委員會裁定專業失德，停牌一個月，緩刑一年。2010年3月楊幽幽不服，透過司法覆核推翻裁決。事後牙管會上訴，上訴庭12月裁定牙管會上訴得直，下令恢復楊的裁決。2007年，港龍另一名空姐亦投訴楊專業失德。楊幽幽初犯後曾收牙醫管理委員會警告信，並要完成15小時「自願持續醫學教育課程」。